# Beneath the Surface (Stargate SG-1)
Beneath the Surface (Debajo de la Superficie en Latinoamérica, Bajo la Superficie en España) es el décimo episodio de la cuarta temporada de la serie de televisión de ciencia ficción Stargate SG-1, y el septuagésimo sexto capítulo de toda la serie. 

## Trama
El SG-1 ha sido secuestrado y se les ha borrado la memoria. Ahora trabajan en un complejo industrial subterráneo en otro mundo. Junto con las otras personas del lugar, creen ser los sobrevivientes del planeta y que viven bajo tierra debido a que la superficie se encuentra congelada producto de una Era glacial. No obstante, pronto el equipo comienza a recordar lo sucedido: Ellos llegaron para iniciar relaciones amistosas con dicho mundo, el cual se halla en una Edad Glacial cercana a su fin, lo que permitiría repoblar el planeta en un futuro próximo. Sin embargo, el equipo descubrió que en lugar de esto, los gobernantes viven con lujo en la superficie, protegidos del hielo en una ciudad bajo un domo, mientras continúan engañando a los demás habitantes, a quienes mantienen encerrados debajo de la ciudad, viviendo en condiciones peligrosas y sin saber la verdad. El SG-1 condenó esta situación y por eso fueron capturados.
Al General Hammond le informaron desde el planeta que el SG-1 se perdió en una tormenta buscando alguna cosa en la superficie, pero él junto con otros miembros del SGC que incluso habían ido ha buscarlos allí, no creen eso, y están considerando la posibilidad de intentar un rescate. Sin embargo, el SG-1 finalmente recupera la memoria y derrota a los guardias del complejo, liberando a las personas y ofreciéndoles enviarlos a un mundo tropical para que vivan tranquilos.

## Artistas invitados
- Alison Matthews como Brenna.
- Kim Hawthorne como Kegan.
- Laurie Murdoch como Administrador Calder.
- Gary Jones como Walter Harriman
- Teryl Rothery como la Dra. Fraiser.
- Russell Ferrier como el Mayor Griff.